# Так, Джессика
Джессика Инес Так (англ. Jessica Ines Tuck; род. 19 февраля 1963, Нью-Йорк, Нью-Йорк) — американская актриса.

## Жизнь и карьера
Джессика Так родилась и выросла в Нью-Йорке и закончила Йельский университет со степенью бакалавра по психологии в 1986 году. Два года спустя она дебютировала в дневной мыльной опере «Одна жизнь, чтобы жить» и с тех пор сыграла более ста ролей на телевидении и в кино.
Так известна по своим ролям в телесериалах «Одна жизнь, чтобы жить», который принес ей номинацию на «Эмми» в 1992 году, «Справедливая Эми» и «Настоящая кровь».
Так в разные годы снялась в фильмах «Папаша с афиши», «Секретарша», «Классный мюзикл: Каникулы», «Классный мюзикл: Выпускной», «Супер 8», «Шикарное приключение Шарпей» и т. д., и была приглашенной звездой в эпизодах сериалов «Анатомия страсти», «Юристы Бостона», «Говорящая с призраками», «Вспомни, что будет», «Обмани меня», «Следствие по телу», «Касл» и многих других.

## Личная жизнь
В 2004 году вышла замуж за Роберта Косеффа. У них есть дочь Самара.

## Фильмография

### Кино
- Кто стрелял в Пэта? (1989)
- Спасательный челнок (1993)
- Восходящее солнце (1993)
- Мистер писатель (1994)
- Месть полудурков 4: Влюбленные полудурки (1994)
- История О. Дж. Симпсона (1995)
- Бэтмен навсегда (1995)
- Отважный маленький тостер: Путешествие на Марс (1998)
- Папаша с афиши (1998)
- Секретарша (2001)
- Миссис Харрис (2005)
- Пристойное предложение (2007)
- Реальные кабаны (2007)
- Последний день лета (2007)
- Классный мюзикл: Каникулы (2007)
- На кукле (2007)
- Классный мюзикл: Выпускной (2008)
- Шикарное приключение Шарпей (2011)
- Супер 8 (2011)

### Телевидение
- Одна жизнь, чтобы жить (дневная мыльная опера, 1988-93, 1999, 2004, 2012)
- Любовь и тайны Сансет Бич (15 эпизодов, 1998)
- Справедливая Эми (138 эпизодов, 1999—2005)
- Настоящая кровь / True Blood (18 эпизодов, 2008—2014) — Нэн Флэнаган
- Дни нашей жизни (25 эпизодов, 2010)
- Месть / Revenge (2 эпизода, 2013) — Элисон Стоддард
- И повсюду тлеют пожары / Little Fires Everywhere (Эпизод: «The Uncanny», 2020) — Кэролайн Эллис